# Bob de Moor
Pour les articles homonymes, voir Moor.
Robert Frans Marie De Moor, dit Bob de Moor, né le 20 décembre 1925 à Anvers et mort le 26 août 1992 à Bruxelles (région de Bruxelles-Capitale), est un auteur de bande dessinée belge. Il a dessiné de nombreuses séries de BD et a été le bras droit d'Hergé notamment pour plusieurs albums de Tintin.

## Biographie

### Les débuts
Bob De Moor naît le 20 décembre 1925 à Anvers. Il est le fils d'un dessinateur industriel. Ses premiers dessins paraissent pendant l'occupation allemande en Belgique, où il publie des caricatures anti-britanniques, dans Les Hommes au travail.
Après avoir suivi les cours de l'Académie royale des beaux-arts d'Anvers, sa ville natale, Bob De Moor commence sa carrière dans un studio de dessins animés, Afim. 
En 1945, il dessine Bart le Moussaillon dans le magazine Kleine Zondagsvriend ainsi que des histoires mettant notamment en scène l'inspecteur Marks, le professeur Hobbel et son assistant Sobbel. Fin 1945 et en 1946, il figure au sommaire d'ABC et réalise de nombreux dessins d'humour.
En 1947, il conçoit un premier album en français, Le Mystère du vieux château-fort, scénarisé par John van Looveren tout en continuant à fournir de nombreuses histoires à la presse flamande (Moneke et Johnekke, Janneke et Stanneke, Het Leven van J.B. de la Salle). Bob De Moor fonde Artec-Studio et multiplie encore ses créations dans les magazines néerlandophones.

### Thyl et Lamme
En 1950, De Moor entame une collaboration avec le journal Het Nieuws van den Dag (nl), succédant dans ce journal à Lucien De Roeck et Raf Van Dijck. De Moor lance la bande dessinée de De Nieuwe Avonturen van Tijl Uilenspiegel [« Les Nouvelles Aventures de Till l'Espiègle »] le 22 mai 1950. Le récit est centré sur le héros populaire flamand Till l'Espiègle et son acolyte Lamme Goedzak et les amène du XVIe siècle à nos jours. Certains récits, comme Het Vals Gebit [« Les Fausses Dents »], sont essentiellement de la propagande nationaliste flamande, critiquant la répression d'après-guerre des collaborateurs nazis, le bombardement de la tour de l'Yser en 1946 et l'abdication forcée du roi Léopold III. Au total, quatre histoires de Till l'Espiègle sont publiées dans ce quotidien, dont le dernier épisode est publié le 14 août 1951. La série paraît également dans les journaux apparentés : 't Vrije Volksblad, De Nieuwe Gids (nl) et De Antwerpse Gids. En 1978, les éditions bruxelloises Chlorophylle éditent l'album des aventures de Thyl et Lamme intitulé : Le Lama de Laïbona.

### Kuifje
En 1949, Bob de Moor travaille pour le journal Kuifje, l'équivalent flamand du Journal de Tintin, en aidant notamment son ami d'enfance Willy Vandersteen et ses nombreuses séries, dont Bob et Bobette. La même année, Bob de Moor entre au journal Tintin, introduit par Karel Van Milleghem, en illustrant d'abord Le Lion des Flandres puis Les Gars des Flandre. Il réalise également les gags de Bouboule et Noiraud puis de Monsieur Tric. Encouragé par Hergé, il conçoit Barelli, un jeune comédien et détective, et Cori le Moussaillon tout en illustrant Conrad le Hardi. C'est aussi lui qui invente le slogan de l'hebdomadaire : « le journal des jeunes de 7 à 77 ans ».

### Studios Hergé
Le 6 mars 1951, c'est l'entrée dans les Studios Hergé où il devient très vite premier assistant, place laissée vacante par Edgar P. Jacobs. Contrairement à ce dernier, il ne demandera jamais à Hergé à devenir cosignataire de Tintin. Jusqu'à la mort du maître des lieux, il supervise tous les dessins secondaires mettant en scène Tintin et ses amis (publicité, produits dérivés…). Il participe également à l'animation du personnage dans les longs métrages Le Temple du Soleil et Tintin et le Lac aux requins. Preuve de la complicité entre les deux hommes, Hergé et Bob de Moor font en 1956 une traversée de la mer du Nord à bord du cargo Reine Astrid pour effectuer des croquis préparatoires pour l'album Coke en stock. Il n'est pas rare que de Moor serve lui-même de modèle, mimant les attitudes des personnages croqués par Hergé.
En 1959, De Moor crée l'humoristique Pirates d'Eau Douce et illustre à partir de 1965 quelques gags de Balthazar, toujours dans Tintin. Au milieu de quelques histoires brèves, il reprend en 1970 la série Lefranc de Jacques Martin le temps d'un épisode avec Le Repaire du loup. En 1979 et 1980, Bédéscope réédite sept de ses histoires sous le titre Oncle Zigomar.
Dans les années 1950, 1960 et 1970, De Moor fait toujours partie des Studios Hergé : il a continué à y collaborer très activement pour les décors des aventures de Tintin depuis On a marché sur la Lune en 1953, la refonte de L'Île Noire en 1966 demandée par l'éditeur anglais, le merchandising, la publicité et les dessins animés. C'est lui qui réalise par exemple la grande planche de l'album lunaire représentant la fusée de plain-pied dans le premier album. Sa collaboration avec le père de Tintin va croissante, jusqu'à devenir prépondérante dans le dernier album terminé d'Hergé : Tintin et les Picaros, où le style de Moor est perceptible dans les seconds rôles et l'encrage.
Après la mort d'Hergé en 1983, il rêve de terminer Tintin et l'Alph-Art que son maître a laissé à l'état d'ébauche, mais Fanny, la veuve de Georges Remi, décide après de longues hésitations de laisser l’œuvre inachevée. Les Studios Hergé sont dissous la même année, mais de Moor continue cependant de travailler sur Tintin en supervisant la réalisation de la fresque Tintin dans le métro bruxellois, dévoilée en 1988 dans la station Stockel. 
En dehors de Tintin, de Moor a créé deux séries dans deux styles très différents : Barelli et Cori le Moussaillon (dont l'album L'Expédition maudite remporte le Prix Jeunesse au festival d'Angoulême 1988).
Enfin de Moor réussit à changer de style : style Hergé, style carré (Barelli 3), style rond (Barelli 1-2), style gravure (les aventures de Cori le moussaillon) et adopte le graphisme de deux autres grands dessinateurs (Martin et Jacobs) et reprenant les personnages principaux de chacun : Lefranc et Blake et Mortimer.
En 1989, il termine Mortimer contre Mortimer, la seconde partie des Trois Formules du professeur Satō, restée inachevée à la mort de son grand ami Edgar P. Jacobs. La même année, il est nommé directeur artistique aux éditions du Lombard et préside également le conseil d'administration du CBBD (Centre belge de la bande dessinée) à Bruxelles jusqu'à sa mort. À l'été 1992, son ultime œuvre signée est destinée à la page de couverture de l'ouvrage documentaire d'Hervé Laronde et Fabien Sabatès, La 22, enquête sur une mystérieuse Citroën, publié aux éditions Rétroviseur en 1994  (ISBN 2-84078-014-3). Il meurt à la fin de l'été, le 26 août 1992, d'un cancer du poumon, à l'âge de 66 ans.
Son fils Johan De Moor, aidé de Stephen Desberg au scénario, termine son dernier album, de la série Cori le Moussaillon (Dali Capitan), qui est publié en janvier 1993 par les éditions Casterman.
En outre, il participe à de nombreux albums collectifs dont : Il était une fois... Les Belges (Le Lombard, 1980), 35 ans du journal Tintin - 35 ans d'humour (Le Lombard, 1981), Spécial Hergé (Casterman, 1983),
L'Agenda du Journal Tintin 1984 (Le Lombard, 1983), L'Aventure du journal Tintin - 40 ans de bande dessinée (Le Lombard, 1986), Pétition - À la recherche d'Oesterheld et de tant d'autres ! (Amnesty International - Belgique francophone ASBL Groupe 64, 1986), Parodies - ... par leurs vrais auteurs ! (M.C. Productions, 1987), La B.D. chante Brel - Le Plat Pays + Les Prénoms (Brain Factory, 1988), Images du scoutisme - 50 ans de calendrier FSC (FSC, 1991).

### Vie privée
Il avait quatre fils Dirk, Johan, Chris, Stefaan et une fille prénommée Annemie employée aux Studios Hergé et Casterman.

## Œuvres

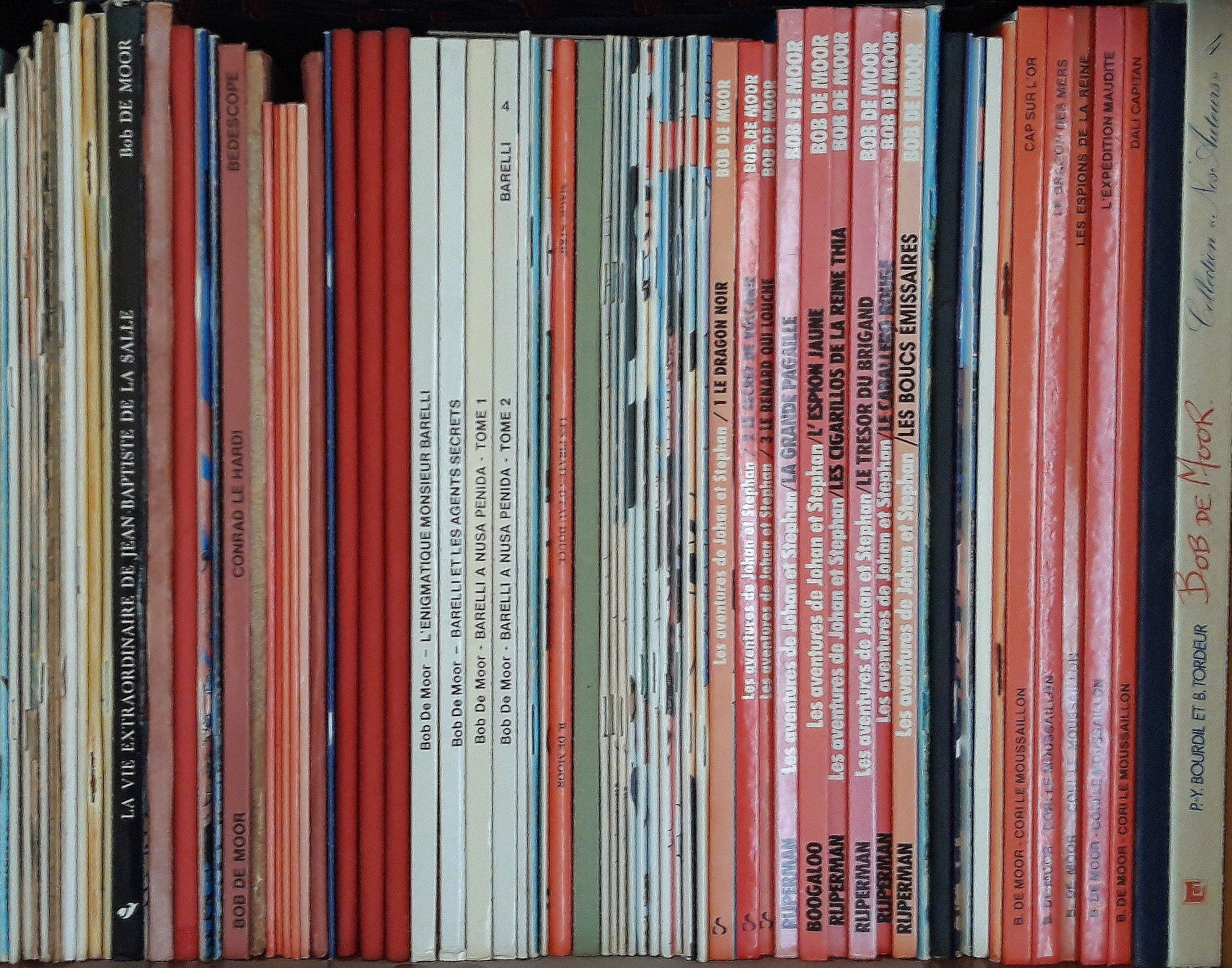
Livres de Bob De Moor.

### Albums de bande dessinée en français
- Les Aventures de Barelli 8 tomes parus et un neuvième publicitaire Bruxelles bouillonne.
- Cori le Moussaillon - 5 tomes (André Leborgne/Bédéscope/Casterman), avec 1 tirage de tête au dernier

- Monsieur Tric - 3 tomes (Bédéscope/Rombaldi)

- La Révolte des Gueux

- La Cité perdue, BD Must, coll. « Les Inédits de Bob de Moor », Bruxelles, 5 décembre 2024
Scénario et dessin : Bob de Moor - Couleurs : quadrichromie -  (ISBN 978-2-87535-694-9) — Tirage à 150 ex.
- Le Pays sans loi, BD Must, coll. « Les Inédits de Bob de Moor », Bruxelles, 5 décembre 2024
Scénario et dessin : Bob de Moor - Couleurs : quadrichromie -  (ISBN 978-2-390-72091-1) — Tirage à 150 ex.
- Les Esclaves de l'empereur, BD Must, coll. « Les Inédits de Bob de Moor », Bruxelles, 5 décembre 2024
Scénario et dessin : Bob de Moor - Couleurs : quadrichromie -  (ISBN 978-2-390-72092-8) — Tirage à 150 ex.

### Collectifs
- Il était une fois... Les Belges[20], Le Lombard, Bruxelles, 1980
Scénario et couleurs : collectif - Dessin : collectif dont Bob de MoorParticipation : Les Bons Comptes.
- 35 ans du journal Tintin - 35 ans d'humour[21], Le Lombard, Bruxelles, septembre 1981
Scénario et dessin : collectif dont Bob de Moor - Couleurs : quadrichromie,Participation : La Journée d'un dessinateur.
- Spécial Hergé[22] ! , Casterman, Tournai, avril 1983
Scénario : collectif - Dessin : collectif dont Bob de Moor - Couleurs : quadrichromie,Réédition en 2003, sous le titre L'Hommage de la bande dessinée (ISBN 2-203-01713-9).
- L'Agenda du Journal Tintin 1984[23], Le Lombard, Bruxelles, 1983
Scénario et dessin : collectif dont Bob de Moor - Couleurs : quadrichromie -  (ISBN 2-8036-0421-3),Participation : Une aventure de Monsieur Tric : La Piscine.
- L'Aventure du journal Tintin - 40 ans de bande dessinée[24], Le Lombard, Bruxelles, novembre 1986
Scénario et couleurs : collectif - Dessin : collectif dont Bob de Moor -  (ISBN 2-8036-0574-0)Participation : Barelli.
- Collectif dont Bob de Moor[25], Pétition : À la recherche d'Oesterheld et de tant d'autres !, Amnesty International - Belgique francophone ASBL Groupe 64, novembre 1986, 47 p. (présentation en ligne)
- 1. Parodies - ... par leurs vrais auteurs !, M.C. Productions, Toulon, octobre 1987
Scénario et dessin : collectif dont Bob de Moor - Couleurs : quadrichromie -  (ISBN 2-907143-02-6),Participation : Barelli (2 planches)
- INT1. La B.D. chante Brel - Le Plat Pays + Les Prénoms, Brain Factory, septembre 1988
Scénario : collectif - Dessin : collectif dont Bob de Moor - Couleurs : quadrichromie -  (ISBN 1-87085-805-0),Contribution : Jojo (4 planches).
- Les Belles Histoires d'Onc' Renaud :
- 2. Le Retour de la bande à Renaud, Delcourt, septembre 1988
Scénario et couleurs : collectif - Dessin : collectif dont Bob de Moor -  (ISBN 2-906187-15-1)[26]
- Images du scoutisme - 50 ans de calendrier FSC[27], FSC, Bruxelles, 1991
Scénario et couleurs : collectif - Dessin : collectif dont Bob de Moor,Préface : Stéphane Steeman. Participation : février 1985.

### Albums de bande dessinée en néerlandais
- Hobbel en Sobbel - 3 tomes
- De Lustige Kapoentjes - 2 tomes sous le pseudonyme de Bob – Artec-Studio’s[28]

### Artbooks
- La Princesse Maleine, Theâtre national de belgique, Bruxelles, 1988
Scénario : collectif - Dessin : collectif dont Bob de Moor - Couleurs : noir et blanc,Programme de la pièce de théâtre La Princesse Maleine de Maurice Maeterlinck au Théâtre national de Belgique du 16 mars au 16 avril 1988[29],[30].

### Para-BD
- Port-folio géant Bob de Moor, éd. Ligne Claire, 1991 (couvertures et planches au format d'origine, 91 ex.)

## Réception

### Prix et distinctions
- 1972 :  prix Ciso à Bréda, pour la série Barelli[31] ;
- 1981 :  prix de la Serpe d'Argent à Tournai, pour Barelli ;
- 1988 : 
  -  Alfred du meilleur album jeunesse au festival d'Angoulême, pour l'album L'Expédition Maudite (série Cori)[31] ;
  -  prix Crayon d'Or de Bruxelles[32], décerné par la CANAB (Cercle des amis du neuvième art de Bruxelles), pour Barelli et Cori le Moussaillon ;
  -  prix Bédéis causa[31] pour l'ensemble de l'œuvre.

### Postérité

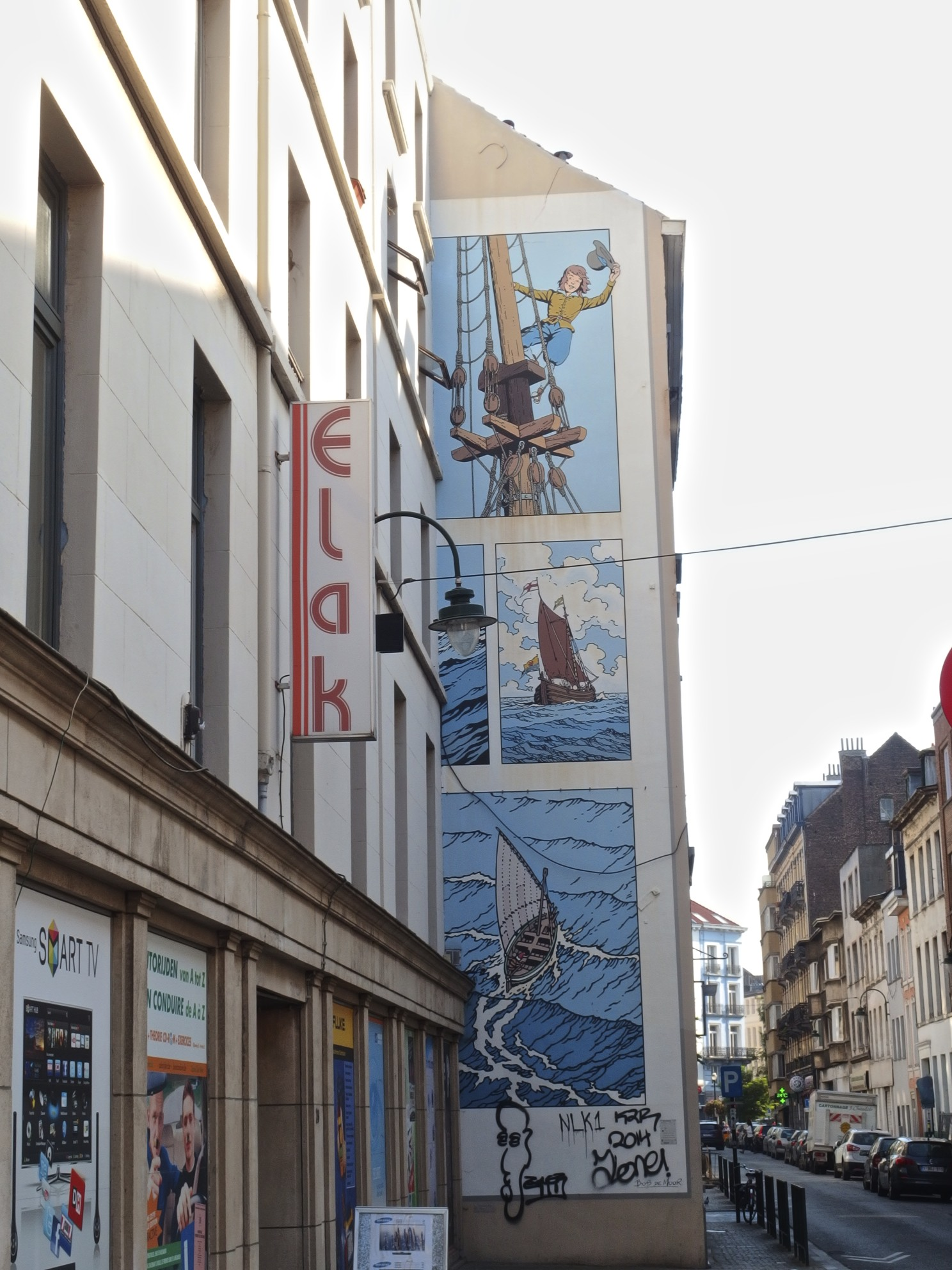
Cori le Moussaillon

En septembre 1998, la ville de Bruxelles inaugure la fresque murale Cori le Moussaillon du parcours BD de Bruxelles sur le mur latéral du 21 rue des Fabriques.

#### Livres
: document utilisé comme source pour la rédaction de cet article.
- Jean Van Hamme, Introduction à la bande dessinée belge, Bruxelles, Bibliothèque royale de Belgique, 1968, 80 p., ill. ; 26 cm (lire en ligne), p. 14-15[catalogue] publié à l'occasion de l'exposition La bande dessinée en Belgique, Bibliothèque Albert Ier, [Bruxelles], du 29 juin au 25 août 1968.
- François Rivière, « Bob de Moor, ou l'Humour de l'Épure », dans L'École d'Hergé : logicien du rêve, Grenoble, Glénat, 1976, 128 p., ill. ; 21 cm (ISBN 9782723400374 et 2-7234-0037-9, OCLC 4320645, présentation en ligne).
- Pierre-Yves Bourdil et Bernard Tordeur, Bob de Moor : 40 ans de bande dessinée - 35 ans aux côtés d'Hergé, Bruxelles, Le Lombard, coll. « Nos Auteurs » (no 4), 1986, 135 p., ill. (ISBN 9782803605453 et 2-8036-0545-7, OCLC 300122159, présentation en ligne)
- 1989 : (nl) Catalogue "Bob de Moor", Warande - Turnhout, p. 96, ill. (OCLC 901089933)
- 1993 : Hommage à Bob de Moor, de Jean-Pierre Verheylewegen, éd. Chambre belge des experts en bande dessinée — avec catalogue complet de ses œuvres.
- Jean-Pierre Verheylewegen, Hommage à Bob de Moor, Bruxelles, Chambre belge des experts en bande dessinée, coll. « Études sur la bande dessinée », 2001, 96 p., ill. ; 30 cm (OCLC 1400539790, présentation en ligne)
- Jacques Fiérain, « De Moor, Bob », dans La BD à Bruxelles et en Brabant, Charleroi, Éd. l'Âge d'or, avril 2003, 144 p., ill. ; 31 cm (ISBN 9782960119664 et 2960119665, OCLC 470388171, présentation en ligne), p. 29.
- Benoît Peeters, Hergé, fils de Tintin, Paris, Flammarion, coll. « Champs », 2006, 629 p. (ISBN 978-2-08-080173-9 et 2-0808-0173-2, OCLC 1010202201, présentation en ligne), p. 381, 408, 515, 593, 595.
- (nl) Ronald Grossey, Bob De Moor : de klare lijn en de golven : een biografie, Antwerpen, Uitgeverij Vrijdag, 2013, 479 p., ill. ; 24 cm (ISBN 978-94-600-1242-6, OCLC 902348799, présentation en ligne).
- (nl) Jan Hoet et Dany Vandenbossche, « Bob De Moor », dans De wereld van de strips in originelen [« Le Monde de la bande dessinée en originaux »], Bruxelles, Vlaams Parlement, 2013, 68 p., PDF (OCLC 901366732, lire en ligne), p. 15.

#### Périodiques
- 1951 : L'Énigmatique Monsieur de Moor, Journal de Tintin no 115
- 1970 : Qui fait votre journal ? Rendez-vous avec... Bob de Moor, Journal de Tintin no 1112
- Jean-Pol Stercq, « La Galerie-photo de Tintin », Tintin, Le Lombard, no 29,‎ 1973.
- 1976 : Hop ! no 9
- 1979 : Coup de Chapeau à Bob de Moor, Journal de Tintin spécial 50e anniversaire, no 171 France, no 2 bis Belgique
- 1980 : Hop ! nos 24-25
- 1983 : Haga no 54
- 1985 : Sapristi ! no 8 (hiver)
- Bob de Moor (interviewé par Jean-Louis Lechat), « Bob de Moor : Les défis gagnés », Hello Bédé, no 14,‎ 26 décembre 1989, p. 16-18.

#### Articles
- Robert Rouyet, « En souvenir de Bob de Moor : Ses personnages gardent le sourire ; on n'est pas près de les oublier », Le Soir,‎ 16 septembre 1992 (lire en ligne , consulté le 17 juillet 2024).
- Gilles Ratier, « Patrimoine : Bob De Moor (1re partie) », BDzoom,‎ 6 septembre 2011 (lire en ligne, consulté le 24 mars 2024).
- Gilles Ratier, « Comic Books : Bob De Moor (2e partie) », BDzoom,‎ 12 septembre 2011 (lire en ligne, consulté le 24 mars 2024).

### Podcasts
- Interview Johan De Moor by Edmond Morrel on the occasion of "Bob de Moor et la mer" sur SoundCloud, Interview de : Édmond Morrel (21 min 49 s), 2011.

### Vidéographie
- [vidéo] « Bob de Moor et la méthode de travail de Hergé aux Studios », sur YouTube